# Lac Arrédoun
Le lac Arrédoun est un lac pyrénéen français, situé administrativement dans la commune de Bagnères-de-Bigorre dans le département des Hautes-Pyrénées en région  Occitanie.
Le lac a une superficie de 3 ha pour une altitude de 2 326 m il atteint une profondeur de 21 mètres.

## Toponymie
Arrédoun de ardoun signifie « forme ronde ».

## Géographie
Le lac Arrédoun est situé dans la vallée de Campan, près du  lac du Campana de Cloutou.

### Topographie
| Lac du Campana             | Laquet de Gréziolles       |               |
| Tuhou de Cloutou (2 568 m) | lac d’Arrédoun             | Lac de l'Aile |
|                            | Pic de Portarras (2 697 m) |               |

## Protection environnementale
Le lac fait partie d'une zone naturelle protégée, classée ZNIEFF de type 1 : Cirque de Cloutou et sud de La Mongie et de type 2 : Bassin du haut Adour.

## Randonnées
Le lac est une destination prisée pour les randonnées, présentant un itinéraire d'accès facile et offrant 3 h 30 à 4 h de temps de marche. Le GR 10, un sentier de grande randonnée, permet d'y accéder.